# Germán Blanco Álvarez
Germán Alcides Blanco Álvarez (Medellín, 6 de noviembre de 1965) es un abogado y político colombiano. 
Es miembro de la Cámara de Representantes por Antioquia desde 2010, siendo presidente de aquella corporación en la legislatura 2020-2021. También es Oficial Profesional de la Reserva del Ejército Nacional en grado de Mayor.

## Biografía
Nació en Medellín en noviembre de 1965, hijo de Alcides Blanco, funcionario público, y de Oliva Álvarez, profesora. Graduado de Derecho de la Universidad Autónoma Latinoamericana, también posee una Maestría en Gobierno de la Universidad de Medellín, una especialización en Administración Pública de la Escuela Superior de Administración Pública, una especialización en Derechos Humanos de la Universidad Sergio Arboleda y un Diplomado en Democracia y Liderazgo por el Estado de Israel.
En el sector público se ha desempeñado como Funcionario de la Rama Judicial (1988-1991), Secretario de Gobierno de Támesis (1992-1993), Gerente del Seguro Social en Antioquia (1999-2000), Diputado a la Asamblea de Antioquia (2001-2007), Miembro del Directorio Conservador de Antioquia, entre 2005 y 2014, y presidente del Directorio entre 2008 y 2009.
En las elecciones legislativas de Colombia de 2010 fue elegido como Representante a la Cámara por Antioquia con 36.994 votos, siendo reelegido con 40.866 en las elecciones de 2014 y con 41.685 en las elecciones de 2018. En la Cámara de Representantes ha sido miembro de la Comisión Segunda y la Comisión Tercera; así mismo, fungió como Vicepresidente primero de la Cámara, entre 2014 y 2015, y Presidente de la Cámara en la legislatura 2020-2021.
Durante sus tres periodos en la Cámara de Representantes ha presentado 29 Proyectos de Ley, de los cuales 23 son en Coautoría y 6 en Autoría. Ha citado 5 debates grupales y 5 por iniciativa particular.
También es Docente de Derecho.